# Anthony Miles
Anthony John Miles (ur. 23 kwietnia 1955 w Birmingham, zm. 12 listopada 2001 tamże) – angielski szachista, arcymistrz, w latach 1987–1990 reprezentant Stanów Zjednoczonych.

## Życiorys

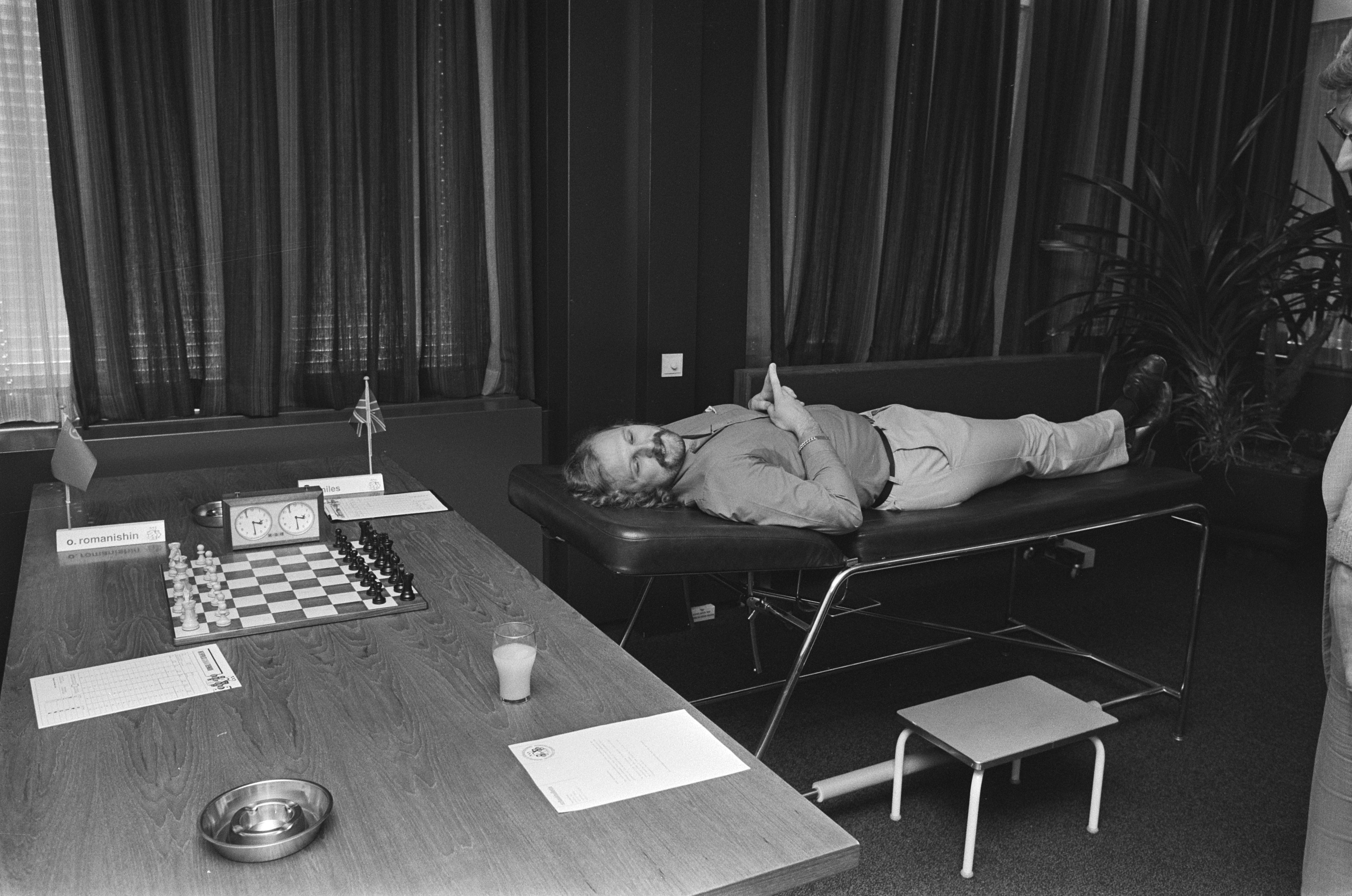
Anthony Miles przed jedną z partii podczas turnieju Interpolis w Tilburgu (1985) – z powodu mocnego bólu pleców od trzeciej rundy partie rozgrywał w pozycji leżącej, co nie przeszkodziło mu w podzieleniu I miejsca wspólnie z Hübnerem i Korcznojem.

Grę w szachy rozpoczął w młodym wieku, odnosząc sukcesy już jako junior. W 1973 roku zajął II miejsce na mistrzostwach świata juniorów, za Aleksandrem Bielawskim. Rok później zdobył tytuł na turnieju w Manili. W 1976 roku jako pierwszy Brytyjczyk otrzymał tytuł arcymistrza.
Największe sukcesy Miles zaczął odnosił od połowy lat 70. XX wieku. Dwukrotnie triumfował w turniejach IBM w Amsterdamie (1976, wraz z Wiktorem Korcznojem i 1977). W 1980 roku podzielił I miejsce na turnieju w Londynie. Duży rozgłos zyskał na rozegranych w tym roku w Skarze drużynowych mistrzostwach Europy, gdzie pokonał ówczesnego mistrza świata Anatolija Karpowa po zastosowaniu nietypowego otwarcia 1.e4 a6. W 1982 roku zdobył tytuł mistrza Wielkiej Brytanii. Bardzo udane były jego występy w dwóch turniejach szachowej elity w Tilburgu. W 1984 zajął I miejsce, rok później podzielił się zwycięstwem z Robertem Hübnerem i Wiktorem Korcznojem (w turnieju tym od trzeciej rundy rozgrywał swoje partie w pozycji leżącej, z powodu mocnego bólu pleców). W swoim dorobku miał również trzykrotne zwycięstwa w memoriałach Jose Raula Capablanki na Kubie (w latach 1995, 1996 i 1999), jak również w memoriale Carlosa Torre Repetto w Meridzie (1999) oraz trzykrotne dzielenie I miejsc w otwartych turniejach w Cappelle-la-Grande (1994, 1995, 1997).
Miles był trudnym przeciwnikiem dla najlepszych szachistów. Wśród swoich turniejowych sukcesów miał wygrane partie między innymi z byłymi mistrzami świata Wasilijem Smysłowem, Michaiłem Talem i Borisem Spasskim. Nigdy jednak nie udało mu się wygrać choć jednej partii z Garrim Kasparowem. Po przegranym z nim meczu w 1986, w którym zdołał zaledwie zremisować jedną partię (½ – 5½), miał zwyczaj nazywać Kasparowa „potworem o tysiącu oczu, który widzi wszystko”.
W latach 1979–1990 Miles czterokrotnie awansował do turniejów międzystrefowych (eliminacji mistrzostw świata), zajmował jednak dalsze pozycje (najlepszy wynik: Ryga 1979, X m.). W 1999 w las Vegas na mistrzostwach świata FIDE rozgrywanych systemem pucharowym został wyeliminowany w II rundzie przez Michała Krasenkowa.
Wielokrotnie reprezentował Anglię w turniejach drużynowych, m.in.:
- dziewięciokrotnie na olimpiadach szachowych (w latach 1976, 1978, 1980, 1982, 1984, 1986, 1994, 1998, 2000); czterokrotny medalista: wspólnie z drużyną – dwukrotnie srebrny (1984, 1986) i brązowy (1976) oraz indywidualnie – brązowy (1976 – na I szachownicy)[5],
- na drużynowych mistrzostwach świata (w roku 1985); dwukrotny medalista: wspólnie z drużyną – brązowy (1985) oraz indywidualnie – srebrny (1985 – na I szachownicy)[6],
- czterokrotnie na drużynowych mistrzostwach Europy (w latach 1973, 1980, 1983, 1992); trzykrotny medalista: wspólnie z drużyną – dwukrotnie brązowy (1980, 1992) oraz indywidualnie – złoty (1980 – na I szachownicy)[7].

Miles był znany z dziwnego zachowania i kontrowersyjnych wypowiedzi. Był w konflikcie z innymi brytyjskimi szachistami i ze swoją federacją szachową. W 1985 roku został aresztowany na Downing Street w Londynie po tym, jak zbyt natarczywie domagał się rozmowy z panią premier Margaret Thatcher na temat swoich domniemanych krzywd. Był wówczas hospitalizowany przez dwa miesiące z podejrzeniem załamania nerwowego. Pomiędzy 1987 a 1990 na arenie międzynarodowej reprezentował barwy Stanów Zjednoczonych, m.in. dwukrotnie uczestnicząc w finałach indywidualnych mistrzostw tego kraju (1988 – XII m., 1989 – V m.). W karierze szachisty nie pomagał jego słaby stan zdrowia, był diabetykiem. Zmarł na atak serca w wieku 46 lat.
Najwyższy ranking w karierze osiągnął 1 stycznia 1996, z wynikiem 2635 punktów dzielił wówczas 27-31. miejsce na światowej liście FIDE, jednocześnie zajmując 3. miejsce (za Nigelem Shortem i Michaelem Adamsem) wśród angielskich szachistów. Najwyższe miejsce na świecie – dzielone 9. wspólnie z Lajosem Portischem i Borisem Spasskim – zajmował na liście w dniu 1 stycznia 1986 roku.
W latach 1977–1988 Anthony Miles był mężem czeskiej szachistki Jany Malypetrovej.